# 高宝树
高宝树（英語：Pao-Shu Kao，1932年2月2日—2000年7月23日），籍贯江苏，原本是话剧演员，后成为香港演員。

## 生平
出生于江苏，在父亲去世后，十三岁的她开始找工作，当过记者，后来加入了话剧团。期间认识了姜南并结婚。
1951年来到香港，并开始参演一些电影，后于1958年加入邵氏，参演了很多邵氏电影。1970年，她执导了自己的第一部作品。
1971年离开邵氏，并与她的第二任丈夫Vengee Park一起创办了自己的电影制作公司，并开始执导了一些电影。
1980年完成她的最后一部电影后，离开了影坛。
后于2000年逝世。